# Gabi Hiller

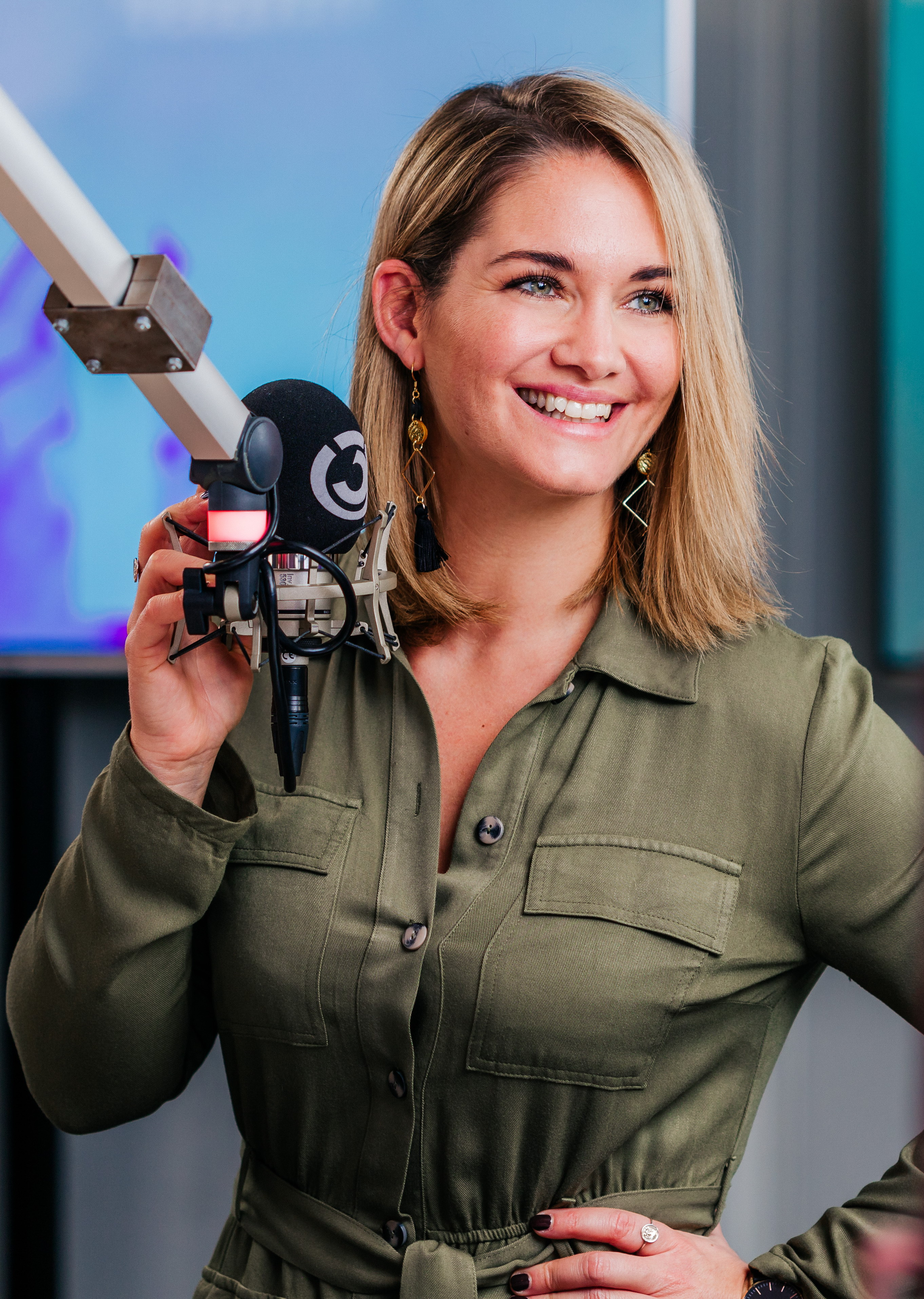
Ö3-Moderatorin Gabi Hiller, 2019

Gabriele Elisabeth „Gabi“ Hiller (* 1. August 1985 in Horn, Niederösterreich) ist eine österreichische Radio- und Fernsehmoderatorin sowie -programmgestalterin.

## Herkunft und Ausbildung
Gabi Hiller wuchs in ihrem Heimatort Kattau und ihrer Geburtsstadt Horn auf, wo sie auch ihre Schulausbildung absolvierte. Nach der Matura studierte sie an der Wirtschaftsuniversität Wien Betriebswirtschaft und schloss dieses Studium mit dem akademischen Grad Bachelor ab. Danach absolvierte sie ein Master-Studium im Bereich Qualitätsjournalismus an der Donau-Universität Krems.

## Berufliche Tätigkeit

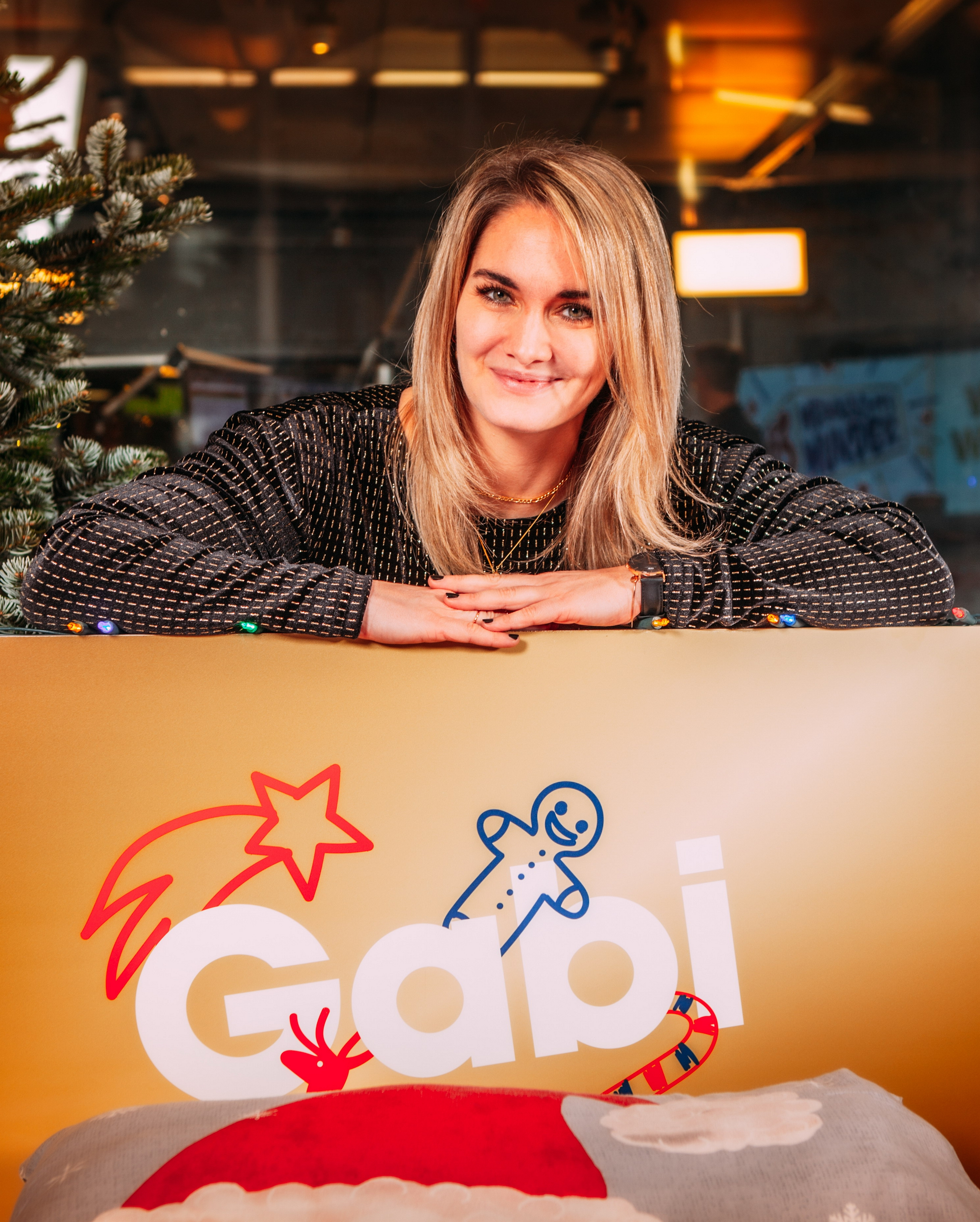
Gabi Hiller bei Vorbereitungen für das Ö3-Weihnachtswunder 2020

Seit Sommer 2007 ist Hiller beim ORF-Hörfunksender Ö3 tätig. Zunächst war sie im Hörerservice und in der Programmgestaltung sowie als Ö3-Wecker-Reporterin unter Andi Knoll und Robert Kratky beschäftigt. So unternahm sie beispielsweise den Versuch, eine Woche ohne Smartphone zu leben, und wurde dabei wissenschaftlich begleitet. Ihre ersten eigenständigen Einsätze als Moderatorin hatte sie in der Sendung Ö3-Wunschnacht. Von April 2014 bis September 2019 moderierte sie gemeinsam mit Philipp Hansa die samstägliche, dreistündige Ö3-Community-Show Frag das ganze Land, in der Dilemma-Situationen von Hörern zur Diskussion und Abstimmung gestellt wurden.
Von 2014 bis 2019 und seit 2021 gestaltet sie jeweils im Dezember gemeinsam mit Andi Knoll und Robert Kratky die Moderation der Liveübertragung des Ö3-Weihnachtswunders zugunsten von Licht ins Dunkel. 2020 wurde sie aufgrund eines positiven COVID-19-Testergebnisses von Tina Ritschl vertreten. Von September 2019 bis Ende November 2022 moderierte sie von Montag bis Donnerstag ihre eigene Sendung Willkommen in der Hillerei. Am 3. November 2020 gestaltete sie die Ö3-Sondersendung Heute sind wir alle Wien mit Bundespräsident Alexander Van der Bellen zum Terroranschlag in Wien vom 2. November 2020.
Gabi Hiller war ebenfalls bei verschiedenen Ö3-Wecker-Challenges im Einsatz. Dabei können sich Hörer mit professionellen Sportlern messen.
Seit 13. Februar 2020 erscheint jeweils freitags der wöchentliche Podcast Hawi D’Ehre von und mit Paul Pizzera, Gabi Hiller und Philipp Hansa. Dieser ist laut eigenen Angaben ein Podcast „für Jedermann und jede Frau, der oder die gerne über das Leben nachdenkt“, der „alles erlaubt, zulässt und einfängt, was in den drei unterschiedlichen Köpfen der ‚Podagonisten‘ vorgeht“. Im Februar 2022 gab es in Wien erstmals eine Live-Umsetzung des Talkformats, am 17. Juli 2022 fand eine Live-Show des Podcast-Teams in der Wiener Staatsoper statt.
Am 28. Oktober 2022 trat Hiller in der auf ORF 1 ausgestrahlten Comedy Challenge erstmals als TV-Moderatorin in Erscheinung. Mit 5. Dezember 2022 wechselte sie als Moderatorin in den Ö3-Wecker, den sie an der Seite von Robert Kratky beziehungsweise Philipp Hansa gestaltet.